# West Caribbean Airways
A Companhia aérea West Caribbean Airways foi fundada em 1998 e iniciou os voos comerciais e charter em 27 de dezembro de 1999. Sua sede era situada na cidade colombiana de Medellín.
Operou entre os anos de 1998 e 2005, quando, após sérios acidentes envolvendo duas de suas aeronaves, entrou em colapso profundo encerrando totalmente suas operações em setembro de 2005.

## Frota
Lista das aeronaves da West Caribbean Airways em janeiro de 2005 (antes do colapso)
| Aeronave                | Total |
| ----------------------- | ----- |
| LET L-410               | 8     |
| McDonnell Douglas MD-81 | 1     |
| McDonnell Douglas MD-82 | 3     |
| ATR-42-300              | 1     |
| ATR-42-320              | 3     |